# Motorola 6800 család
A 6800-es család azoknak a 8 bites mikroprocesszoroknak (µP) és mikrovezérlőknek (µC) az összefoglaló neve, amelyek a Motorola 6800-as processzorán alapulnak ill. azt tartalmazzák központi egységként. Ez az architektúra inspirálta a MOS Technology híres 6502-es processzorát is, amely cég egyébként a 6800-as helyettesítő csipek gyártásával kezdte pályafutását a mikroprocesszor üzletágban.
A csipek elsősorban az Intel 8 bites processzoraival igyekeztek versenybe szállni – mint a 8080, vagy ennek közeli rokona, a Zilog Z80.
A család a következő processzorokból és mikrovezérlőkből áll:
- Motorola 6800 – 8 bites processzor alapmodell, a MOS Technology 6502 elődje
- Motorola 6801 – integrált RAM és ROM
- Motorola 6803 – RAM-ot is tartalmaz
- Motorola 6805 – integrált RAM és ROM, mikrovezérlő, a 68HC05 HMOS változata
- Motorola 6808
- Motorola 6809 – kései, fejlett 8 bites processzor, 16 bites jellemzőket is mutat
- Hitachi 6309 – a 6809-es CMOS változata, bővített kialakítás
- Motorola 68HC05 – 8 bites mikrovezérlő (CMOS)
- Freescale 68HC08 – 8 bites mikrovezérlő
- Freescale 68HC11 – 8 bites mikrovezérlő sorozat
- Freescale 68HC12 – 8 bites mikrovezérlő család, 16 bites jellemzőkkel, a 68HC11-es bővített változata
- Freescale 68HC16 – 16 bites moduláris mikrovezérlő család (CPU16 alapú)

## Fordítás
Ez a szócikk részben vagy egészben  a   Motorola 6800 family című angol Wikipédia-szócikk ezen változatának fordításán alapul.  Az eredeti cikk szerkesztőit annak laptörténete sorolja fel. Ez a jelzés csupán a megfogalmazás eredetét és a szerzői jogokat jelzi, nem szolgál a cikkben szereplő információk forrásmegjelöléseként.